# Sibboviken
Sibboviken (finska: Sipoonlahti) är en vik i Finland. Den ligger i Sibbo i landskapet Nyland, i den södra delen av landet, 25 km nordost om huvudstaden Helsingfors.
Sibbo å utmynnar i Sibboviken.